# Bleptina flaviguttalis
Bleptina flaviguttalis är en fjärilsart som beskrevs av Barnes och Mcdunnough 1912. Bleptina flaviguttalis ingår i släktet Bleptina och familjen nattflyn. Inga underarter finns listade i Catalogue of Life.